# Quintín Bandera
Quintín Bandera (castellà: José Quintino Bandera Betancourt,)  (Santiago de Cuba, 1837 - l'Havana, 1906) fou un general cubà que va néixer a Santiago de Cuba. Participà en la Guerra d'Independència cubana. Era de raça negra, temperament difícil, tenia mal físic i poca cultura. Des del 1851 s'entregà obertament a la causa de la llibertat de Cuba. Passà de ser soldat a ser el major general de les guerres de Cuba. El 1895, després d'haver estat pres a Espanya per la seva participació en la Guerra Chiquita, fou un dels primers a alçar-se el 24 de febrer. Acabada la guerra, no acceptà cap lloc al govern de la nova república, i va acceptar un simple treball d'operari en una indústria local.

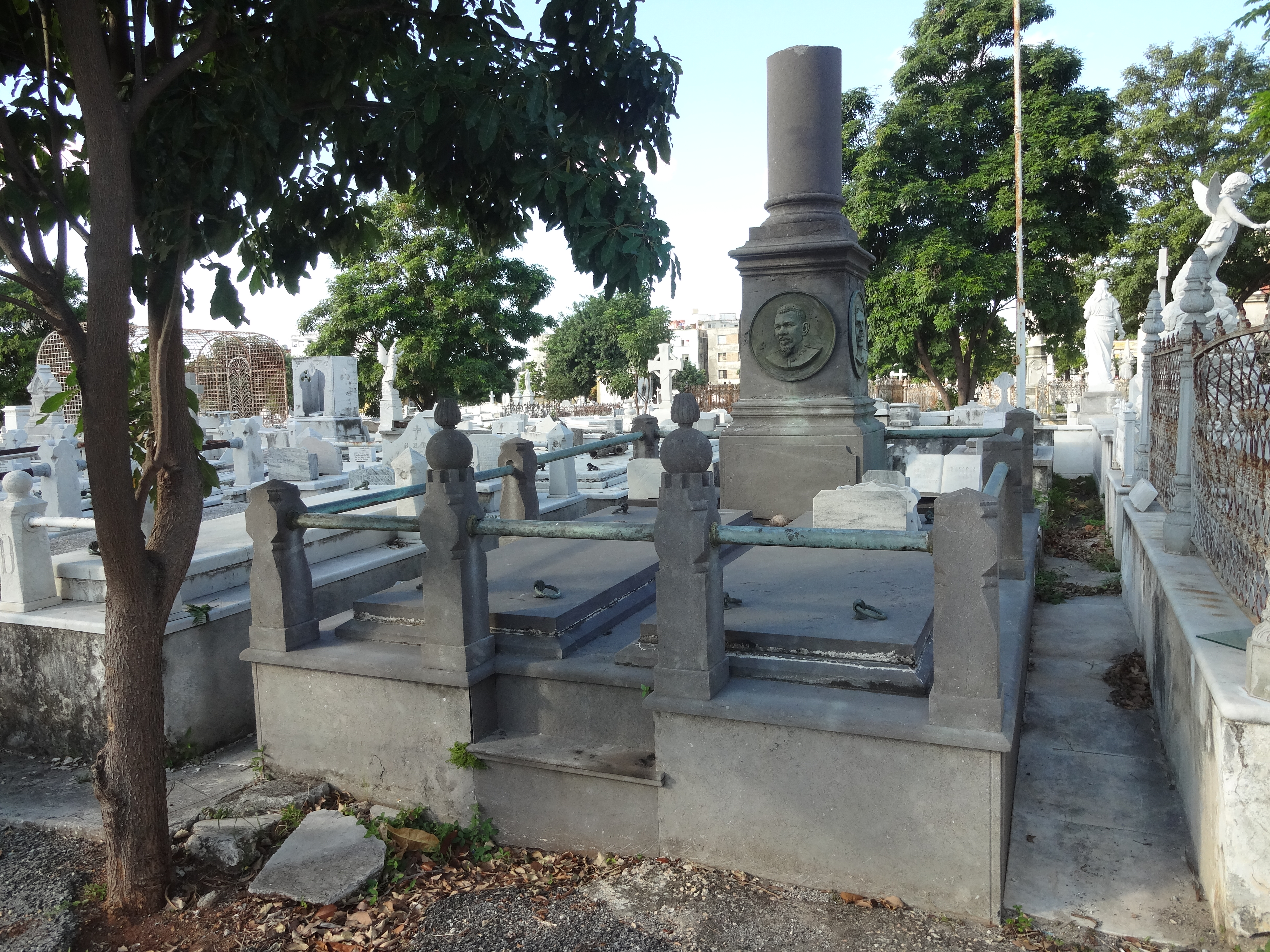
Tomba

Quan hi va haver la reelecció de Tomás Estrada Palma, fou un dels primers que es disposaren a tornar a agafar les armes en oposició a les intencions reeleccionistes d'Estrada Palma. L'oposició liberal, per tal de fer valdre la seva inconformitat, va prendre les armes i inicià la Guerrita de Agosto. El general Quintín Banderas, segons sembla, fou apunyalat per les forces de la guàrdia rural a la finca "El Garro", a prop d'Arroyo Arenas el 22 d'agost de 1906. Les seves restes descansen en un panteó senzill de marbre negre al Cementiri Colón, a l'Havana.